# Jimmy Chamberlin
Pour les articles homonymes, voir Chamberlin.
James Joseph « Jimmy » Chamberlin, né le 10 juin 1964 à Joliet, dans l'Illinois, est un batteur de rock américain, connu pour ses prestations au sein du groupe The Smashing Pumpkins. En 2005, Chamberlin se joint à Corgan pour le retour de The Smashing Pumpkins ; il quitte finalement le groupe en 2009, et revient en 2015 en tournée. Il joue dans le groupe Skysaw jusqu'en 2012. Il est actuellement actif sous le nom de The Jimmy Chamberlin Complex. Hormis son rôle de CEO, Chamberlin s'associe au saxophoniste de jazz Frank Catalano entre 2013 et 2015.

## Biographie

### Jeunesse
Chamberlin est né à Joliet, dans l'Illinois, d'une fratrie de six enfants. Son père et son frère ainé Paul étaient membres d'un groupe de jazz, jouant de la clarinette et de la batterie, respectivement, et son frère Paul reste actif comme batteur de rock dans un cover band, Chasing Amy. Chamberlin commence à jouer de la batterie à neuf ans. Chamberlin quitte le foyer familial à 15 ans et se joint à des groupes locaux.

### Carrière
Chamberlin joue dans plusieurs formations locales autour de Chicago avant de rejoindre The Smashing Pumpkins, peu de temps après la formation du groupe en 1988. Chamberlin connaît dans son début de carrière des problèmes récurrents avec la drogue, problèmes qui atteignent leur apogée au moment même où le groupe connaît son plus grand succès populaire, au moment de la tournée accompagnant l'album Mellon Collie and The Infinite Sadness, en 1996. Quelques heures avant un concert prévu au Madison Square Garden à New York, Chamberlin et le claviériste de la tournée, Jonathan Melvoin, fils de Mike Melvoin, prennent de l'héroïne dans une chambre d'hôtel ; Melvoin prend une surdose et meurt, alors que Chamberlin est arrêté pour détention de drogues. Quelques jours après cet incident tragique, le groupe annonce publiquement le renvoi de Chamberlin et son remplacement par un batteur professionnel (deux se succéderont en réalité : Matt Walker, ex-Filter, qui participera également au morceau The End Is the Beginning Is the End sur la BO du film Batman et Robin, puis Kenny Aronoff, qui a collaboré avec les Rolling Stones, Lynyrd Skynyrd ou encore Bob Dylan). Cette décision, décrite plus tard par Billy Corgan comme étant la plus mauvaise jamais prise par le groupe, annonçait alors une nouvelle ère pour celui-ci, celle de l'électronique…
Après une nouvelle cure de désintoxication, Chamberlin rejoint fin 1996 le groupe The Last Hard Men, qui comprend notamment l'ex-chanteur de Skid Row, Sebastian Bach. Ensemble, ils produiront un seul et unique disque. Trois ans plus tard, en 1999, Chamberlin réintègre les Smashing Pumpkins et collabore aux deux derniers albums du groupe, MACHINA/The Machines of God et MACHINA II/The Friends and Enemies of Modern Music, avant que celui-ci ne se sépare en décembre 2000. Par la suite, en 2001, Chamberlin forme avec son ami de longue date et faire-valoir créatif, le chanteur/guitariste des Pumpkins, Billy Corgan, le groupe Zwan, dont l'histoire éphémère se terminera en 2003. Entre-temps, en avril 2002, Chamberlin se marie avec celle qui partageait sa vie depuis longtemps, Lori, union aboutissant sur la naissance de leur fille, Audrey, en décembre 2002. Soucieux de voler enfin de ses propres ailes, Chamberlin forme en 2004 un groupe à son nom, The Jimmy Chamberlin Complex, qui comprend également le bassiste Billy Mohler (du groupe The Calling), le guitariste Sean Woolstenhulme (du groupe Lifehouse et le chanteur Rob Dickinson (ex-Catherine Wheel. Le groupe sort l'album Life Begins Again le 25 janvier 2005. Parallèlement, Chamberlin collabore également à un projet avec l'ex-chanteur des Dead Kennedys Jello Biafra.
En avril 2004, alors qu'il se produit en solo, Billy Corgan annonce son envie de retravailler dans l'avenir aux côtés de Chamberlin, intention confirmée le 21 juin 2005, en pleine page dans le Chicago Tribune, où Corgan annonce son souhait de « réunification » des Pumpkins. Chamberlin répond positivement à cette proposition et le 2 février 2006, MTV annonce sur son site que les deux amis ont signé un nouveau contrat chez Front Line Management sous le nom de The Smashing Pumpkins. Le 20 avril, le site officiel du groupe www.smashingpumpkins.com confirme que celui-ci s'est remis à écrire des morceaux pour leur premier album depuis 2000, dont l'enregistrement est prévu au cours de l'été 2006. Au printemps 2007, les Smashing Pumpkins, avec Chamberlin et Corgan comme seuls représentants de la formation originale, reprennent le chemin des salles de concert. L'album Zeitgeist paraît en juillet 2007, suivi du EP American Gothic en 2008.
En mars 2009, il annonce son départ des Smashing Pumpkins, déclarant préférer se consacrer à des projets sur lesquels il a plus de contrôle.

## Discographie

### The Smashing Pumpkins
- 1991 : Gish
- 1993 : Siamese Dream
- 1995 : Mellon Collie and the Infinite Sadness
- 2000 : Machina/The Machines of God
- 2000 : Machina II/The Friends & Enemies of Modern Music
- 2007 : Zeitgeist

### Collaborations
- 2014 : Love Supreme Collective - EP (avec Frank Catalano)
- 2015 : God's Gonna Cut You Down (avec Frank Catalano)
- 2016 : Bye Bye Blackbird (avec David Sanborn)

### Projets parallèles
- 1998 : The Last Hard Men (The Last Hard Men)
- 2003 : Mary Star of the Sea (Zwan)
- 2005 : Life Begins Again (Jimmy Chamberlin Complex)
- 2011 : Great Civilizations (Skysaw)
- 2011 : Prana et Pinda (Shaman Durek)

### Apparitions
- 1994 : She Knows Everything (remix) (Medicine)
- 1997 : Starjob (The Frogs)
- 1997 : Boom! Boom! Boom! (The Kelley Deal 6000)
- 2005 : TheFutureEmbrace (Billy Corgan) (sur DIA)
- 2006 : Gone (Bill Madden)
- 2006 : Help Yourself Charlie Paxson (sur C.Y.T)
- 2010 : Not From Here (Gannin Arnold) (sur Not From Here et Get On with It)
- 2010 : Metro: The Official Bootleg Series, Volume 1 (sur Freedom)
- 2014 : Tomorrow In Progress (Tyson Meade)